# Westenbergkazerne

De Westenbergkazerne te Schalkhaar is genoemd naar generaal-majoor Westenberg (1764 - 1841) die als luitenant-kolonel mee vocht in de slag bij Quatre Bras en in 1815 onderscheiden werd met de Militaire Willems-Orde.
Deze zogenaamde 'grenskazerne' werd in de dertiger jaren van de twintigste eeuw ontworpen door kapitein der genie A.G. Boost. De kazerne was nog niet gereed bij het uitbreken van de Tweede Wereldoorlog en werd door de Duitsers afgebouwd. Van 1941 tot 1944 was de kazerne in gebruik bij het Politie Opleidings Bataljon. Na de oorlog, van 1945 tot 1992, was de kazerne in gebruik bij de Koninklijke Landmacht. Vooral het 13e pantserinfanterie bataljon "Garde Fuseliers Prinses Irene" heeft lang van de kazerne gebruikgemaakt, namelijk van 1953 tot 1992.
Paul van Vliet was hier ooit welzijnszorgofficier  tijdens zijn Militaire Diensttijd.
Sinds 1992 is de Westenbergkazerne in gebruik als opvangcentrum voor asielzoekers.